# Cinema Strange
Cinema Strange est un groupe de rock gothique américain, originaire de Los Angeles, en Californie.

## Biographie

### Année 1990
La première version de Cinema Strange voit le jour en 1994 en Californie : quelques amis forment un groupe de punk rock, font quelques concerts, sortent une démo de cinq titres, puis le groupe se sépare après seulement quelques mois d’activité. La cassette démo initiale est rééditée dans un coffret sorti en 2004 à l’occasion du 10e anniversaire du groupe, agrémenté des cinq morceaux rejoués par la future formation. L’écoute de cette première démo révèle un punk théâtral, rapide et mélodieux, comprenant la voix unique de son chanteur Lucas Lanthier et par une empreinte mélodique particulière. Elle comprend en gestation quelques ingrédients de ce que sera le futur Cinema Strange : la basse survoltée et grondante de Daniel, la voix androgyne, le chant dramaturgique et les textes étranges de Lucas, le son lo-fi et caverneux, la recherche et la complexité musicale.
Après la séparation, Lucas et Daniel reprennent le projet à leur compte et lui donnent une seconde vie. Armés cette fois-ci d’une boite à rythme, d’un synthétiseur, et d’une ambition artistique plus prononcée, le bassiste et le chanteur composent une musique différente des débuts. Ce qui ressort de ce travail sort sous la forme d’une cassette six titres intitulée Acrobat Amaranth Automaton. Toujours portée par un tempo rapide, la musique est à présent plus éthérée et moins rock. Les mélodies sont simples mais toujours marquées par cette empreinte unique, la basse grondante est toujours là ainsi que la voix inquiète de Lucas. Cette fois-ci le concept s’éclaircit : chaque chanson est une histoire, un petit récit raconté par Lucas et dont la musique est la bande-son.
La période suivante voit se produire ce qui constitue le tournant majeur dans l’évolution du groupe : l’arrivée du frère de Daniel, Mickael à la guitare. Retour à une formation plus « classique » : guitare, basse, chant et boite à rythme. Le groupe commence à donner des concerts à un rythme plus régulier, et sort à quelques années d’intervalle deux 45 tours au tirage très limité. Le premier contient un duo basse/voix, Mediterranean Widow et un morceau très batcave, Hebenon Vial. L’artwork constitué d’un schéma noir et blanc de plantes aux racines interminables incarne la plongée du groupe dans un territoire musical inexploré. Mediterranean Widow, morceau hors du temps et atypique où la basse tisse ses mélodies autour des voix lointaines de Lucas, témoigne de cette transition que le second 45 tours porte à un nouveau niveau. Constitué de Lindsay’s Trachea sur sa première face et Greensward Grey sur la seconde, ce disque surpasse les précédentes sorties du groupe. Greensward Grey constitue un excellent morceau de musique influencé par le death rock, de par son architecture complexe et ses guitares vaporeuses. Mais le vrai chef-d’œuvre de ce disque est Lindsay’s Trachea, morceau bâti autour d’une histoire proche de Dr Jekyll et Mr Hyde. La guitare est cette fois ci pleinement intégrée à l’ensemble, la basse toujours aussi complexe et expressive et le morceau évolue entre rapidité et mélodie, semblable à une courte bande-son sur laquelle Lucas raconte cette histoire macabre.

### Années 2000
En 2000 sort le premier album studio du groupe, qui est en réalité constitué de la cassette Acrobat Amaranth Automaton, et des deux 45 tours, sans aucun nouveau morceau. Cette sortie marque le début de leur collaboration avec le label allemand Trisol, et leur ouvre les portes d’une distribution plus efficace. L’artwork du disque est constitué de papillons à différents stades de leur existence et d’une photo du groupe sur scène. Il comprend les paroles de Mediterranean Widow et Lindsay’s Trachea. Le groupe met, entre-temps, en vente sur MP3.com un mini-album intitulé Falling... Caterwauling qui contient des versions live des vieux morceaux et un nouveau titre, Speak Marauder, l’histoire d’un épouvantail prenant vie et partant se balader.
C’est en 2002 que sort ce qui constitue le chef-d’œuvre du groupe, The Astonished Eyes of Evening. Les ingrédients musicaux sont toujours les mêmes, agrémentés parfois de piano, d’une guitare acoustique et d’un omnichord. Le genre y est death rock et punk gothique. La sortie suivante du groupe est le coffret évoqué plus haut, constitué de la première démo du groupe dans sa version originelle puis les mêmes morceaux rejoués dix ans plus tard. Puis en 2005, c’est un DVD intitulé Pressed Flowers/Squashed Blossoms qui sort. Composé d’un concert en France, d’un court documentaire absurde présentant les facettes comiques du groupe (au même titre que leurs interviews, toujours très drôles) et de deux courts métrages réalisés par Lucas, il est présenté dans un digipack cartonné orné d’une de ces images intrigantes dont le groupe a le secret. Le concert comprend trois nouveaux morceaux et montre le groupe au sommet de sa forme, énergique et théâtral à souhait.
Enfin, l’été 2006 voit la sortie du troisième album, intitulé Quatorze exemples du triomphe de la musique décorative. Composé de deux disques, un pour l’album et un contenant deux nouvelles lues par Lucas, cet album est assez déroutant. Certains y voient une régression par rapport au précédent opus, vision qui se défend si on considère la faible qualité sonore d’une partie de l’album et l’absence d’unité de l’ensemble. L’enchaînement des morceaux est beaucoup moins fluide, la voix beaucoup moins époustouflante, le visuel beaucoup moins travaillé. C’est moins une « œuvre » qu’une compilation de morceaux. Cet album contient quand même son lot de morceaux fascinants, toujours basés sur le récit d’histoires et la création d’ambiances musicales étranges. Alternant une fois encore passages énergiques et instrumentaux hypnotiques, l’album gagne peu à peu en ampleur et se conclut sur un enchaînement de trois morceaux à l’énergie rare, dont Molars, longue pièce flirtant avec le post-rock.
Des rumeurs semblent confirmer la séparation du groupe. Lucas Lanthier continue, cependant, son aventure avec The Deadfly Ensemble.

## Membres
- Lucas Lanthier (Zampano) - chanteur, composition
- Michael Ribiat (Lafitte) - guitare, autres instruments, composition
- Daniel Ribiat (Yellow) - basse, autres instruments, composition
- Daniel Walker (Danny, Ted) - batterie

## Discographie

### Albums studio
- 1994 : Cinema Strange (démo)
- 1996 : Acrobat Amaranth Automaton (cassette)
- 1999 : Falling... Caterwauling (mini-album, exclusivement sur MP3.com)
- 2000 : Cinema Strange (Trisol)
- 2002 : The Astonished Eyes of Evening (Trisol)
- 2004 : A Cinema Strange 10th Anniversary Novelty Product (Trisol)
- 2006 : Quatorze exemples authentiques du triomphe de la musique décorative (Trisol)